# Râul Voitinel
Râul Voitinel sau Râul Pietroasa este un curs de apă, afluent al râului Suceava în județul Suceava.  

## Hărți
- Harta județului Suceava
- Harta Obcinele Bucovinene
- Ovidiu Gabor - Economic Mechanism in Water Management ][nefuncțională]